# Мацумае Удзіхіро
Мацумае Удзіхіро (1622 — 11 жовтня 1648) — 3-й даймьо Мацумае-хана.

## Життєпис
Походив з самурайського роду Мацумае. Другий син даймьо Мацумае Кінхіро. Народився в замку Мацумае 1622 року. У 1626 році після раптової смерті старшого брата оголошений спадкоємцем. У 1638 році відвідав двір сьогуна Токуґава Ієміцу. 1641 року після смерті батька стає новим володарем Мацкмае-хана.
Продовжив політику попередника щодо колонізації Хоккайдо (в Сіріути, Кіконай, Мобецу, Сацукарі, Іппонґі, Хекіре, Енхаку, Ятімакі), розширення мідних та золотих копалень. Водночас стикнувся з проблемами, що накопичилися в попередні роки. Головною було невдоволення айнів політикою японців. 1643 року вибухнуло потужне повстання західних айнів на чолі з вождем Хенауке, але в битві при Татакаі японці завдали їм нищівної поразки.
Згодом посиленню впливу даймьо сприяла ворожнеча між західними та східними об'єднаннями айнів. Помер у 1648 році. Йому спадкував син Мацумае Такахіро.